# Реноваскулярна гіпертензія

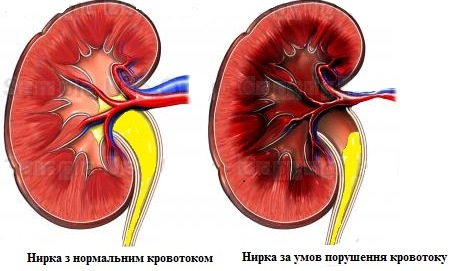
Кровообіг нирки в нормі та при патології

Реноваскулярна гіпертензія (чи «ниркова гіпертензія») — симптом підвищення артеріального тиску, спричинене гормональною відповіддю нирок на звуження артерій, що постачають нирки кров'ю (стеноз ниркової артерії). У нормі, ця гормональна вісь регулює кров'яний тиск. Через низький локальний кровотік, нирки помилково підвищують тиск всієї системи кровообігу. На долю реноваскулярної гіпертензії приходить близько 0,5-1 % всіх випадків підвищення артеріального тиску.
Відомо близько 20 захворювань і патологічних станів, які можуть спричинити вазоренальну гіпертензію.

## Етіологія
Причинними факторами, що ведуть до розвитку даного захворювання є:
1. Структурні зміни, які виникають безпосередньо в нирковій артеріальній системі і приводять до зниження перфузії нирки (в 60-70 % випадків, причому реноваскулярна гіпертензія виникає через атеросклеротичне враження не тільки головної ниркової артерії, а й її відгалужень що здійснюють кровозабезпечення окремих сегментів нирки);
2. У 24 % хворих реноваскулярною гіпертензією відмічають спадкове захворювання фібромускулярну дисплазію. Ураження локалізується в середній третині ниркової артерії. Розрізняють наступні типи патологічного процесу: проліферація внутрішньої оболонки, первинна/вторинна дисплазія середнього шару, гіперплазія середнього шару, перимедіальна фіброзна дисплазія, дисплазія з утворенням мікроаневризм розшарування середнього шару, субадвентиціальна фіброплазія;
3. Ниркові кісти;
4. Обструкція сечового тракту;
5. Аневризма черевної аорти;
6. Емболія ниркової артерії і її гілок;
7. Субкапсулярна ниркова гематома;
8. Опущення нирки;
9. Травматичний тромбоз;
10. Неспецифічний аортоартрит;
11. Вроджений стеноз артерії (найбільш розповсюджена причина артеріальної гіпертензії у дітей).

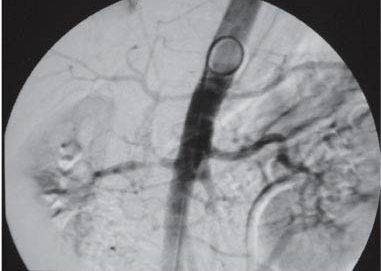
Стеноз ниркової артерії

## Патогенез
1. Звуження ниркової артерії активує юкстагломерулярний апарат, що призводить до виділення реніну, і зниження концентрації натрію в петлі нефрона;
2. Ренін перетворює ангіотензиноген (поступає з печінки) в ангіотензин I, який перетворюється під впливом АПФ в ангіотензин II, що безпосередньо діє на системні артеріоли різко збільшує периферичний опір;
3. Опосередковано через кору наднирників ангіотензин II приводить до підвищення рівня альдостерону, що веде за собою затримку натрію в організмі і підвищення об'єму міжклітинної рідини;
4. Результати хірургічного втручання в багатьох випадках визначаються тим, уражена одна чи дві ниркові артерії. При односторонньому стенозі причиною артеріальної гіпертензії є ренопресорні механізми ішемізованої нирки. Однак з часом контрлатеральна інтактна нирка переключиться на новий режим артеріального тиску і буде підтримувати артеріальну гіпертензію навіть в тому випадку, коли джерело артеріальної гіпертензії усунене чи реваскуляризоване. При двосторонньому стенозі ниркових артерій поетапна його ліквідація приводить, як правило, до зниження артеріального тиску.

Слід відмітити той факт, що оскільки паренхіма нирки в цих випадках не страждає, зміни в сечі, як правило, не спостерігаються, що відрізняє цей вид гіпертензії від ренопаренхіматозної, що не пов'язана з захворюваннями нирок.

## Клінічні прояви
- Стеноз ниркових артерій можна запідозрити при спонтанному виникненні артеріальної гіпертензії чи спонтанно різкому погіршенні раніше доброякісної артеріальної гіпертензії. Характерний високий артеріальний тиск, швидке ураження органів-мішеней, резистентність до лікування;
- Головний біль, шум у вухах, біль в очних яблуках, зниження пам'яті, поганий сон, дратівливість, біль в області серця, серцебиття, задишка (пов'язані з перегрузкою лівих відділів серця і відносної чи істинної вінцевої недостатності);
- Обумовлені урологічними патологіями — відчуття важкості чи тупі болі в поперековій області, а в випадку інфаркту нирки — гематурія;
- Симптоми ішемії органів ШКТ;
- Ішемія верхніх і нижніх кінцівок;
- Ознаки атеросклерозу судин головного мозку;
- Ознаки, характерні для вторинного гіперальдостеронізму — м'язева слабкість, приступи тетанії, ізогіпостенурія, полідипсія, ніктурія;
- Високі показники діастолічного тиску, що досягають в деяких випадках 170 мм.рт.ст;
- Систолічний шум у правому чи лівому верхньому квадраті живота і по задній стінці грудної клітки. Шум не інтенсивний.

## Лабораторна діагностика
- Гіпокаліємія (на фоні надлишкової секреції альдостерону);
- Визначення активності реніну плазми(у поєднанні з каптоприловим тестом): збільшення активності реніну плазми після прийому каптоприлу більш чим на 100 % від вихідної величини вказує на патологічно високу секрецію реніну, і є ознакою вазоренальної артеріальної гіпертензії;
- Ренгеноконтрасна ангіографія — «золотий стандарт» в діагностиці стенозу ниркових артерій. Ангіографічне обстеження можна проводити, обминаючи скрінінгові процедури (радіоізотопні, ультразвукові), якщо імовірність звуження ниркової артерії висока (слід брати до уваги ризик, що виникає внаслідок інвазивних методів — нефротоксична дія контрастної речовини, можливість емболізації холестериновими масами чи ураження стінки судини);
- Як альтернативу до агіографічного методу застосовують внутрішньо артеріальну дигітальну субтракційну ангіографію (ДСА);
- Асиметрія нирок при УЗД;
- Доплерівське обстеження ниркових артерій — збільшення кровотоку і його турбулентність;
- Екскреторна урографія — може бути знижена інтенсивність концентрування контрастної речовини і час його появи в програмі, а також зменшення в розмірах нирки, однак екскреторна програма може залишатися нормальною, тому заключний діагноз потребує підтвердження аортографією;
- МРТ ниркових артерій.

## Лікування
Наразі остаточної відповіді про вибір лікування хворих з реноваскулярною гіпертензією немає, так як немає заключних досліджень, в яких порівнювалася б ефективність лікування фармакологічними препаратами, хірургічного втручання і ангіопластики. У зв'язку з цим, лікування призначається в залежності від особливостей хворого і технічних можливостей лікувального закладу. У першу чергу необхідно розглянути можливість радикального лікування — транслюмінальної ниркової ангіопластики чи радикального хірургічного лікування. Якщо це не є можливим чи за наявності противопоказань до нього призначають лікувальну терапію.
Лікувальна терапія — допоміжна, так як зниження артеріального тиску при стенозі ниркової артерії не є фізіологічно нормальним явищем, так як це призводить до декомпенсації кровообігу нирки. Тому використовують ті ж препарати, що і при гіпертонічних хворобах. Особливістю терапії таких хворих є необхідність призначення декількох препаратів одночасно. Показання до довготривалого лікування отримують люди похилого віку та з системним ураженням артеріального русла, включаючи вінцеві артерії. До появи інгібіторів АПФ лікування хворих реноваскулярною гіпертензією було малоефективним: зниження артеріального тиску досягалось менше ніж у половини пацієнтів. У зв'язку з тим, що гіпертензія є ангіотензинзалежною, препарати, що зменшують активність ренін — ангіотензинової системи, сприяють значному зниженню артеріального тиску. Препарати, що блокують рецептори до ангіотензину II, також ефективні. Блокатори β — аденорецепторів зменшують секрецію реніну нирками, тому їх успішно використовують в терапії. Вони більш ефективні в комбінації з діуретиками і/чи з дигідропіридиновими антагоністами кальцію. У тяжких випадках застосовують комбінацію 3-4 препаратів: інгібітор АПФ + блокатор β — адренорецепторів + діуретик / дигідропіридиновий антагоніст кальцію. При призначенні цих препаратів слід регулярно перевіряти функцію нирок (вміст креатиніну в сироватці крові і кліренс креатиніну, по можливості проводити дуплексне сканування нирок з ціллю оцінки розмірів нирок і швидкості кровотоку в кортикальному шарі, так як ці параметри дозволять виявити порушення функції нирок на ранніх стадіях). Інгібітор АПФ чи блокатор рецепторів ангіотензину II усуває вазоконстрикцію постгломерулярних артеріол, що знижує клубочковий тиск і швидкість клубочкової фільтрації в ішемічній нирці, проте в 20-40 % випадків при важкому двосторонньому стенозі чи стенозі єдиної нирки він викликає ниркову недостатність.
Ангіопластика ефективна при невеликому стенозі (до 10 мм). Найкращі результати цього методу — при фібромускулярній дисплазії: стеноз вдається усунути в 87-100 % випадків, зниження артеріальної гіпертензії в 80-90 % випадків, частота рестенозів невелика — близько 10 %. При атеросклеротичному ураженні артерій усунення стеноз досягається рідше — в 70 % випадків, зниження артеріального тиску — в 40-50 %. Ускладнення у вигляді механічного пошкодження ниркової артерії, тромбозу чи емболії спостерігається в 5 % хворих, частота рестенозів складає 30 %. Рекомендують проводити ангіопластику хворим з оклюзією тільки однієї ниркової артерії у випадку неефективності медикаментозного лікування.
Хірургічне втручання полягає в шунтуванні ураженої артерії чи накладанні анастомозу з іншою судиною дистальніше стенозу, при атрофії нирки показане виконання нефректомії. При стенозі гілок ниркової артерії ангіопластика технічно неможлива, тому в таких випадках призначають хірургічне втручання. Частота ускладнень і смертність у разі хірургічної реваскуляризації доволі висока — 3-11 %. Із ускладнень спостерігаються тромбози, емболії, аневризми шунтів, післяопераційний стеноз ниркової артерії, гостра ниркова недостатність внаслідок ішемії.